# 京东亚洲一号无人仓库
京东“亚洲一号”无人仓库是一个由京东创建的全流程无人仓库。此仓库位于京东的上海市嘉定区“亚洲一号”基地三期，全流程由机器人操作。

## 历史
亚洲一号是京东首个全流程无人仓库，建筑面积达40000平方米，物流中心主体由收货、存储、包装、订单拣选四个作业系统组成。2014年10月正式投入使用，2017年10月9日京东官方宣布亚洲一号仓库已建成。